# Ansonia echinata
Espèce
Ansonia echinata est une espèce d'amphibiens de la famille des Bufonidae.

## Répartition
Cette espèce est endémique de Bukit Kana au Sarawak en Malaisie orientale.

## Description
Ansonia echinata mesure entre 20 et 21,5 mm pour les mâles.

## Étymologie
Son nom d'espèce, du latin echinatus, « épineux », lui a été donné en référence aux tubercules épineux présents sur son museau et sur ses flancs.

## Publication originale
- Inger & Stuebing, 2009 : New species and new records of Bornean frogs (Amphibia: Anura). Raffles Bulletin of Zoology, vol. 57, p. 527-535 (texte intégral).